# La Sierrita, Tamaulipas
La Sierrita är en ort i Mexiko.   Den ligger i kommunen Matamoros och delstaten Tamaulipas, i den östra delen av landet, 700 km norr om huvudstaden Mexico City. La Sierrita ligger 26 meter över havet och antalet invånare är 395.
Terrängen runt La Sierrita är mycket platt. Runt La Sierrita är det ganska tätbefolkat, med 134 invånare per kvadratkilometer. Närmaste större samhälle är El Control, 8,4 km öster om La Sierrita. Trakten runt La Sierrita består till största delen av jordbruksmark.